# Euphorbia heterophylla
Euphorbia heterophylla är en törelväxtart som beskrevs av Carl von Linné. Euphorbia heterophylla ingår i släktet törlar, och familjen törelväxter. Inga underarter finns listade i Catalogue of Life.